# Castello di Rocchette di Fazio

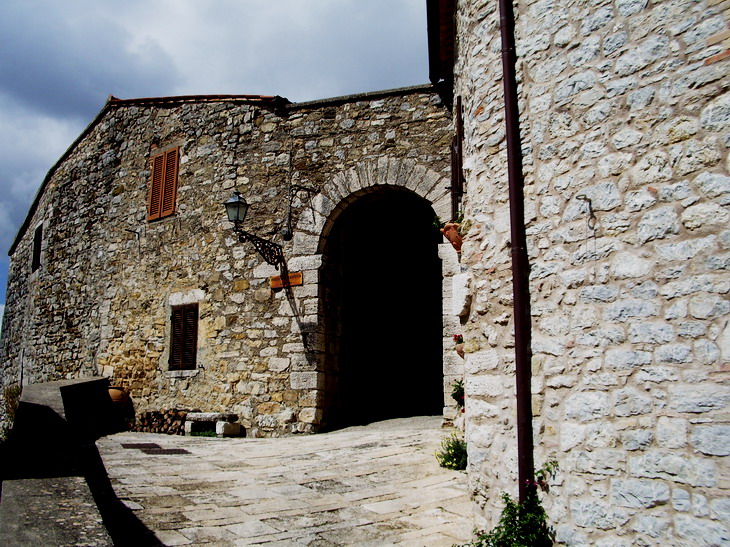
La porta del castello

Il castello di Rocchette di Fazio, noto anche come castello aldobrandesco, costituisce il nucleo storico del borgo di Rocchette di Fazio, ove è situato nella parte sommitale dell'abitato.

## Storia
Il castello venne costruito tra il XII e il XIII secolo dagli Aldobrandeschi nel luogo in cui sorgeva un preesistente insediamento risalente quasi certamente all'anno Mille. Il complesso venne completamente racchiuso da un sistema difensivo, le mura di Rocchette di Fazio, e andò a raggruppare i principali edifici della vita civile e religiosa dell'epoca.
Nel 1274 il castello entrò a far parte della contea di Sovana e, durante il secolo successivo fu ceduto agli Orsini di Pitigliano, dopo un temporaneo passaggio alla famiglia orvietana dei Baschi nel periodo a cavallo tra i due secoli.
Ad inizio Quattrocento il complesso fu gravemente danneggiato durante l'assedio vincente portato dalle truppe Senesi, al termine del quale entrò a far parte della Repubblica di Siena. Proprio in epoca rinascimentale furono effettuati i lavori di ricostruzione delle parti precedentemente danneggiate o distrutte. Nel frattempo, l'insediamento andava espandendosi verso la parte inferiore del poggio calcareo, pur non venendo costruita una cinta muraria più esterna.
A metà Cinquecento il castello e l'intero abitato di Rocchette di Fazio entrarono a far parte del Granducato di Toscana. Il castello e le mura conobbero periodi di degrado nel tardo Seicento e durante il secolo successivo; recenti restauri hanno permesso il recupero dell'intero nucleo storico.

## Descrizione
Il castello di Rocchette di Fazio si estende nella parte sommitale dell'abitato. A differenza dei castelli propriamente detti, il complesso così denominato costituisce l'area castellana del borgo. Si presenta interamente delimitato dalle mura, che inglobano quattro torri di avvistamento e la struttura fortificata della Rocca aldobrandesca, che si presenta sotto forma di ruderi lungo il lato orientale del perimetro murario. L'accesso all'area del castello avviene attraverso alcune porte, una delle quali è chiamata Porta del Castello.
All'interno del castello si trovano vari edifici, gran parte dei quali indipendenti, tra i quali spicca, per la sua posizione, la pieve di Santa Cristina, attualmente sconsacrata, che nelle passate epoche costituiva il principale edificio religioso dell'intero borgo. Tra gli edifici civili sono da segnalare i pregevoli complessi del palazzo pretorio e del palazzo di Giustizia. Il rifornimento idrico era possibile grazie alla presenza del pozzo-cisterna ristrutturato in epoca cinquecentesca.